# Kallsö
Kallsö är en ö i Sankt Anna socken, Söderköpings kommun, strax norr om Vänsö. Kallsö har en yta av 1,16 kvadratkilometer.
Kallsö som ursprungligen hette Karlsö var hade ett styreshemman redan 1587. I oktober 1710 var fiskeköparpigan Karin Matzdotter på Kallsö den som förde hit pesten från Stockholm. Nästan hälften av befolkningen i Sankt Annas skärgård avled i epidemin. Kallsö tillhörde kronan fram till början av 1800-talet då de sex lotsarna som då bodde på ön köpte loss sina hemman. 1820 bodde 44 personer på ön, 2012 fanns 20 helårsboende på Kallsö.